# Cottbuser Ostsee
Cottbuser Ostsee (dolnołuż. Chóśebuski pódzajtšny jazor) – znajdujący się w trakcie budowy sztuczny zbiornik wodny w Niemczech, w kraju związkowym Brandenburgia. Zbiornik, powstały w miejscu dawnej odkrywki węgla brunatnego Cottbus-Nord, ma być największym sztucznym zbiornikiem wodnym Europy.